# Panama Francis
David Albert „Panama“ Francis (* 21. Dezember 1918 in Miami; † 13. November 2001 in Orlando (Florida)) war ein US-amerikanischer Jazz-Schlagzeuger des Swing und ein bekannter Studiomusiker im Rock ’n’ Roll und Rhythm and Blues.

## Leben und Wirken
Francis spielte schon mit 13 Jahren in Nightclubs in Miami (wo ihn seine Mutter danach abholte) und spielte u. a. in der Band des Saxophonisten George Kelly. Mit 19 Jahren ging er nach der Trennung der Eltern mit seinem aus Haiti stammenden Vater nach New York, wo er mit Tab Smith, Billy Hicks „Sizzling Six“ und dem Orchester von Roy Eldridge spielte, der ihn wegen seines Hutes den Spitznamen „Panama“ gab. 1940 bis 1947 war er in der Band von Lucky Millinder und danach bis 1952 bei Cab Calloway. Danach war er kurz bei Slim Gaillard, spielte kurz mit Duke Ellington und Tommy Dorsey und leitete 1953 eine eigene Band in Montevideo, arbeitete dann aber hauptsächlich als viel gefragter Studiomusiker. Er ist u. a. auf „Peggy Sue“ von Buddy Holly, The Wanderer von Dion & The Belmonts, „What a Difference a Day Makes“ mit Dinah Washington, auf Platten von The Platters, The Coasters, The Four Seasons („Big Girls Dont Cry“, „Walk Like a Man“), den Platters („Only You“, „The Great Pretender“, „Smoke Gets in Your Eyes“), Bobby Darin („Splish Splash“) und Ray Charles („Drown in my own tears“) und auf „Prisoner of Love“ von James Brown zu hören.  1959 spielte er außerdem auf Aufnahmen des Orchesters Ray Conniff. In derselben Zeit nahm er an Sessions von Mambo-König Pérez Prado teil. Er arrangierte auch Prados größten Hit „Patricia“. Außerdem spielte er mit Ray Charles, Ella Fitzgerald, Mahalia Jackson, Big Joe Turner, Eubie Blake, John Lee Hooker und Illinois Jacquet.
Von 1963 bis 1968 tourte er mit der Sängerin Dinah Shore und zog dann nach Kalifornien, wo er u. a. 1972 mit Teddy Wilson spielte. 1973 ging er wieder nach New York, wo er zwei Jahre in der Band von Sy Oliver spielte. In den 1970er Jahren partizipierte er in verschiedenen Projekten der „Harlem Renaissance“, u. a. in Neuauflagen der Band von Chick Webb im Apollo Theater und – von ihm initiiert – der „Savoy Sultans“  (in den 1940ern wechselte sich häufig Millinders Band und die Savoy Sultans in Harlems „Savoy Ballroom“ ab) sporadisch ab 1974 und feste Band ab 1979. 1980 gewannen sie als beste neue Gruppe den „New York Jazz Award“. 1980 bis 1985 residierten sie in der „Rainbow Lounge“. Sie veröffentlichten sechs Platten (z. B. „Grooving“ 1982 und „Everything swings“ bei Stash), von denen zwei für einen Grammy nominiert wurden. 1978 spielte er auf dem Newport Jazz Festival auf der 50-Jahr-Feier für Lionel Hampton und 1982 in einer Neuauflage des Benny-Goodman-Quartetts (mit Teddy Wilson und Hampton). Außerdem war er in den 1970er Jahren Mitglied der „New York Jazz Repertory Company“ und in den 1990er Jahren von „The Statesman of Jazz“. Francis trat bis zu einem Nierenversagen wegen Diabetes 1996 auf (er starb 2001 an einem Schlaganfall). 1999 erschien seine Autobiographie „Davis Gets his Drum“.
Francis war verheiratet und hatte zwei Söhne und vier Töchter. Er wurde in die Rock´n Roll Hall of Fame aufgenommen (wo seine Schlagzeugstöcke ausgestellt sind), 1993 von der Rhythm and Blues Foundation geehrt und .vom Smithsonian National Museum of American History.
Francis war auch in mehreren Filmen mit Cab Calloway 1950 zu sehen, aber auch z. B. in „Angel Heart“ mit Mickey Rourke und „Lady sings the blues“ mit Diana Ross sowie in dem Madonna-Video „Secrets“.